# Agfayan River
Agfayan River är ett vattendrag i Guam (USA).   Det ligger i kommunen Inarajan, i den södra delen av Guam, 23 km söder om huvudstaden Hagåtña. Det mynnar ut i Agfayan Bay.